# بودنبروک‌ها
بودنبروک‌ها (زوال یک خاندان) (به آلمانی: Buddenbrooks: Verfall einer Familie) نام اولین رمان توماس مان، نویسندهٔ آلمانی‌ست که نخستین بار در سال ۱۹۰۱ در برلین منتشر شد. مان این کتاب را در سن ۲۶ سالگی نوشت. انتشار مجدد رمان در سال ۱۹۰۳ از موفقیت فوق‌العادهٔ رمان در آلمان حکایت می‌کند.
داستان (همان‌طور که از نام کتاب پیداست) دربارهٔ سقوط یک خانوادهٔ ثروتمند تاجر لوبکی در طی چهار نسل است. اغلب منتقدان بر این باورند که رمان بودنبروک‌ها جامعهٔ بورژوای آلمان قرن نوزدهم را در طول چندین دهه تصویر می‌کند. سبک جزئی‌نگر مان در این رمان به خوبی مشهود است و همین رمان است که جایزه نوبل ادبی را در سال ۱۹۲۹ برای توماس مان به ارمغان می‌آورد. گرچه به گفتهٔ همسر مان اگر رمان کوه جادو منتشر نشده‌بود، این موفقیت به دست نمی‌آمد.
توماس مان نوشتن این کتاب را در اکتبر سال ۱۸۹۷، وقتی بیست و دو ساله بود، آغاز کرد. رمان سه سال بعد یعنی در ژوئیهٔ ۱۹۰۰ به پایان رسید و در اکتبر ۱۹۰۱ منتشر شد.